# Onomacles
Onomacles (en llatí Onomacles, en grec antic  ̓Ονομακλη̂ς) fou un comandant atenenc que va dirigir, juntament amb Frínic i Escirònides, als atenenc i argius en contra de Milet l'any 412 aC, ciutat que tenia el suport del general espartà Calcideu i del sàtrapa persa Tissafernes.
Després d'una batalla, Onomacles es va disposar a assetjar Milet quan va arribar la flota lacedemònia i llavors va embarcar cap a Samos. Allí va rebre reforços i amb els generals Estrombíquides i Euctemó es va dirigir a Quios.
Probablement era el mateix Onomacles que consta com un dels Trenta tirans el 404 aC, segons diu Xenofont.